# Stomatopora eburnea
Stomatopora eburnea is een mosdiertjessoort uit de familie van de Stomatoporidae. De wetenschappelijke naam van de soort is voor het eerst geldig gepubliceerd in 1842 door d'Orbigny.